# Orchomène (Arcadie)
Pour les articles homonymes, voir Orchomène.
Orchomène d'Arcadie (en grec ancien : Ὀρχομενός / Orkhomenós) est une ancienne cité grecque d'Arcadie, située sur une hauteur, près du village moderne de Kalpáki, dans le Péloponnèse.

## Histoire
La ville est située près du lac de Phénée, à l'est du fleuve Ladon, à une altitude de 750 m. Ses voisines étaient Mantinée, à 15 km au sud-est, et Tégée, encore un peu plus au sud.
Orchomène d'Arcadie est déjà citée par Homère qui la qualifie de « riche en troupeaux ». Ses rois semblent avoir régné sur une grande partie de la région (Pausanias dresse une liste des rois d'Orchomène qu'il présente également comme rois de toute l'Arcadie). Elle se range du côté des Messéniens contre Sparte pendant la Deuxième Guerre de Messénie. Ce serait durant cette guerre que le roi Aristocrate II aurait trahit ses alliés messéniens. Au VIe siècle av. J.-C., elle appartenait à la ligue du Péloponnèse. Elle est mentionnée, entre autres par Thucydide, Strabon, Pausanias et Pline l'Ancien (et non Pline le Jeune). Les fouilles d'Orchomène d'Arcadie ont révélé un mur d'enceinte, une agora, un temple d'Artémis et un théâtre (el) du IVe siècle av. J.-C. On peut voir aussi, à proximité, un mur mycénien. Pisistrate d'Orchomène, qui gouvernait la cité à l'époque de la guerre du Péloponnèse, opposé au parti oligarchique est assassiné lors d'une assemblée et découpé en morceaux pour être plus facile à cacher : quelques conspirateurs emportèrent des parties du corps sous leur vêtement. Le fils du roi, Tlésimaque, l'un des conspirateurs, calma la populace en leur racontant une histoire selon laquelle son père lui était apparu, avant de quitter la vie. Vers -244, entre autres cités arcadiennes, Orchomène (avec Phigalie, Tégée) se rapproche des Étoliens, ainsi que Messène, tandis que Mégalopolis quitte la ligue achéenne.